# 2792 Ponomarev
2792 Ponomarev eller 1977 EY1 är en asteroid i huvudbältet som upptäcktes den 13 mars 1977 av den rysk-sovjetiske astronomen Nikolaj Tjernych vid Krims astrofysiska observatorium på Krim. Den har fått sitt namn efter Nikolay Ponomaryov.
Asteroiden har en diameter på ungefär 11 kilometer.